# 约翰·布鲁贝克
约翰·布鲁贝克(John Seiler Brubacher，（1898年10月18日—1988年3月8日）20世纪美国教育家，高等教育哲学理论的奠基人，第一次从高等教育哲学的角度认识并阐释高等教育，其写作出版的作品成为20世纪美国教育学高校的教科书，1974年美国在教育家传记辞典当中被列为“教育学界的领军人物”。

## 生平
布鲁贝克生于马萨诸塞州，是家里的独生子，在纽约长大。他的父亲是一所公立学校的管理员，同时身兼奥尔巴尼纽约州立师范学院的院长。母亲之前则是一名音乐教师，因此布鲁贝克的父母对其的学术路线产生重大的影响。

### 学业经历
布鲁贝克小时候在其父亲所在的公共学校参加了各个方面的活动，后来他升入在斯克内克塔迪公立高中，但是搬家搬到了奥尔巴尼，于是他进入一所私立的奥尔巴尼中学并完成了中学教育。其后，布鲁贝克进入耶鲁大学，1920年拿到学士学位。
1923年获得哈佛大学法学院法学博士学位，后布鲁贝克进入一家律师事务所。但后决定，教育是他真正的兴趣，于是申请进入哥伦比亚大学师范学院，在1924年完成硕士学位。他在同年八月结婚，并在达特茅斯学院开始他的教学生涯。在1925年，他回到哥伦比亚大学师范学院，师从约翰·杜威和比较教育学家I.L.坎德尔，他在1927年完成他的学业拿到Ph.D博士学位。在1928年，他进入耶鲁大学执教，并在随后几年成为全美著名的教授和学者，其主要影响在教育学的历史和哲学领域。

## 著作
- 《高等教育哲学》（王承绪译，浙江教育出版社,ISBN 7533829573）